# Rafael Martín Vázquez
Rafael Martín Vázquez (Madrid, 25 september 1965) is een Spaans voormalig voetballer. Hij was een van de vijf leden van La Quinta del Buitre.

## Spelerscarrière

### Clubcarrière
Martín Vázquez sloot zich in 1980 op vijftienjarige leeftijd aan bij de jeugdopleiding van Real Madrid. In 1983 was hij een van de vijf jeugdvoetballers die in de Spaanse krant El País geroemd werden door journalist Julio César Iglesias. Iglesias noemde Martín Vázquez en zijn toenmalige ploeggenoten Emilio Butragueño, Manuel Sanchís, Míchel en Miguel Pardeza La Quinta del Buitre, naar de bijnaam van Butragueño (El Buitre, oftewel De Gier). Op 4 december 1983 maakte Martín Vázquez samen met Sanchís zijn officiële debuut in het eerste elftal van de club nadat trainer Alfredo Di Stéfano hen een basisplaats gaf in een competitiewedstrijd tegen Real Murcia.
Martín Vázquez groeide uiteindelijk uit tot een vaste waarde in het eerste elftal, waarmee hij naast talloze prijzen in eigen land ook tweemaal de UEFA Cup won (1984/85 en 1985/86). Martín Vázquez werd ook individueel bekroond: in 1990 riep het Spaanse sporttijdschrift Don Balón hem uit tot Beste Spaanse voetballer in de Primera División. Toch koos hij in 1990, na de komst van de Roemeen Gheorghe Hagi, voor een vertrek naar de Italiaanse eersteklasser Torino.
Hoewel hij in 1992 de finale van de UEFA Cup bereikte met Torino, kon Martín Vázquez zich niet helemaal doorzetten bij de Italiaanse club. Na een ommetje bij Olympique Marseille keerde hij in 1992 terug naar Real Madrid, waar hij onder andere nog een landstitel en een Copa del Rey aan zijn reeds rijkgevulde palmares toevoegde. Na zijn tweede passage bij Real Madrid speelde hij nog voor Deportivo La Coruña, Atlético Celaya (samen met Butragueño) en Karlsruher SC. Na zijn spelerscarrière werd Martín Vázquez jeugdtrainer bij Real Madrid en onderhield hij er zijn conditie bij het veteranenelftal.

### Interlandcarrière
Martín Vázquez won in 1986 het EK onder 21 met de Spaanse beloften. Op 23 september 1987 debuteerde hij bij het eerste elftal Spanje tijdens een vriendschappelijke interland tegen Luxemburg. Martín Vázquez nam met Spanje deel aan het EK 1988 en het WK 1990.

## Trainerscarrière
Martín Vázquez was van februari tot april 2018 hoofdtrainer van de Spaanse derdeklasser Extremadura.

## Erelijst
Real Madrid
- Primera División: 1985/86, 1986/87, 1987/88, 1988/89, 1989/90, 1994/95
- Copa del Rey: 1988/89, 1992/93
- Copa de la Liga: 1985
- Supercopa de España: 1988, 1989, 1993
- UEFA Cup: 1984/85, 1985/86
- Copa Iberoamericana: 1994

 Spanje onder 21
- UEFA EK onder 21: 1986

Individueel
- Premio Don Balón: 1990